# Eumelea sanguinata
Eumelea sanguinata är en fjärilsart som beskrevs av W. Warren 1895. Eumelea sanguinata ingår i släktet Eumelea och familjen mätare. Inga underarter finns listade i Catalogue of Life.